# Afarakrak
Afarakrak est une localité et une commune rurale du Mali, dans l'arrondissement central et le cercle de Andéramboukane, région de Ménaka. La commune a pour chef-lieu la localité de Afarakrak.

## Histoire
La commune est créée en 2023.

## Villages et fractions
La commune est composée de 6 localités, dont 3 villages :
- Afarakrak
- Egadey Igueressouane
- Takba

et 3 fractions :
- Igueressouane Kel Azar
- Izarganfane
- Kel Inwelane